# 罗曼戈尔多
罗曼戈尔多，是西班牙埃斯特雷马杜拉卡塞雷斯省的一个市镇。总面积39平方公里，总人口190人（2001年），人口密度5人/平方公里。